# Arotes melleus
Arotes melleus är en stekelart som först beskrevs av Thomas Say 1835.  Arotes melleus ingår i släktet Arotes och familjen brokparasitsteklar. Inga underarter finns listade.